# 미마르 시난
미마르 시난(오스만 튀르크어: قوجو معمار سنان آغا, 튀르키예어: Mimar Sinan, 1489년~1588년)은 쉴레이만 1세, 셀림 2세, 무라트 3세를 섬긴 오스만 제국의 건축가 및 토목 기사다. 그의 이름 앞에 붙은 '미마르'는 건축가를 의미한다. 시난은 삼 백개가 넘는 대형 건축 프로젝트와 더 많은 자잘한 프로젝트의 책임자였으며, 이슬람식 초등학교를 완성시켰다. 특히 모스크의 건설에서 큰 돔과 첨탑을 특색으로 하는 오스만 건축 특유의 양식을 완성시킨 것으로 알려져 있다. 그의 제자들은 훗날 세계에서 가장 아름다운 모스크라는 평가를 받고 있는 이스탄불의 술탄 아흐메트 모스크를 설계하고 무굴 제국의 타지마할의 설계를 도왔다.
석공의 아들로 태어난 시난은 기술적인 교육을 받고 공병이 되었다. 그는 빠르게 승진하여 먼저 장교가 되었다가 아아(ağa)라는 칭호를 받고 예니체리의 지휘관이 되었다. 시난은 예리체리와 작전을 수행하면서 자신의 건축 기술과 공학 기술을 가다듬었으며, 도로, 다리 같은 군사 기반 시설이나 요새화 작업에 있어서 전문가가 되었다.

## 작품

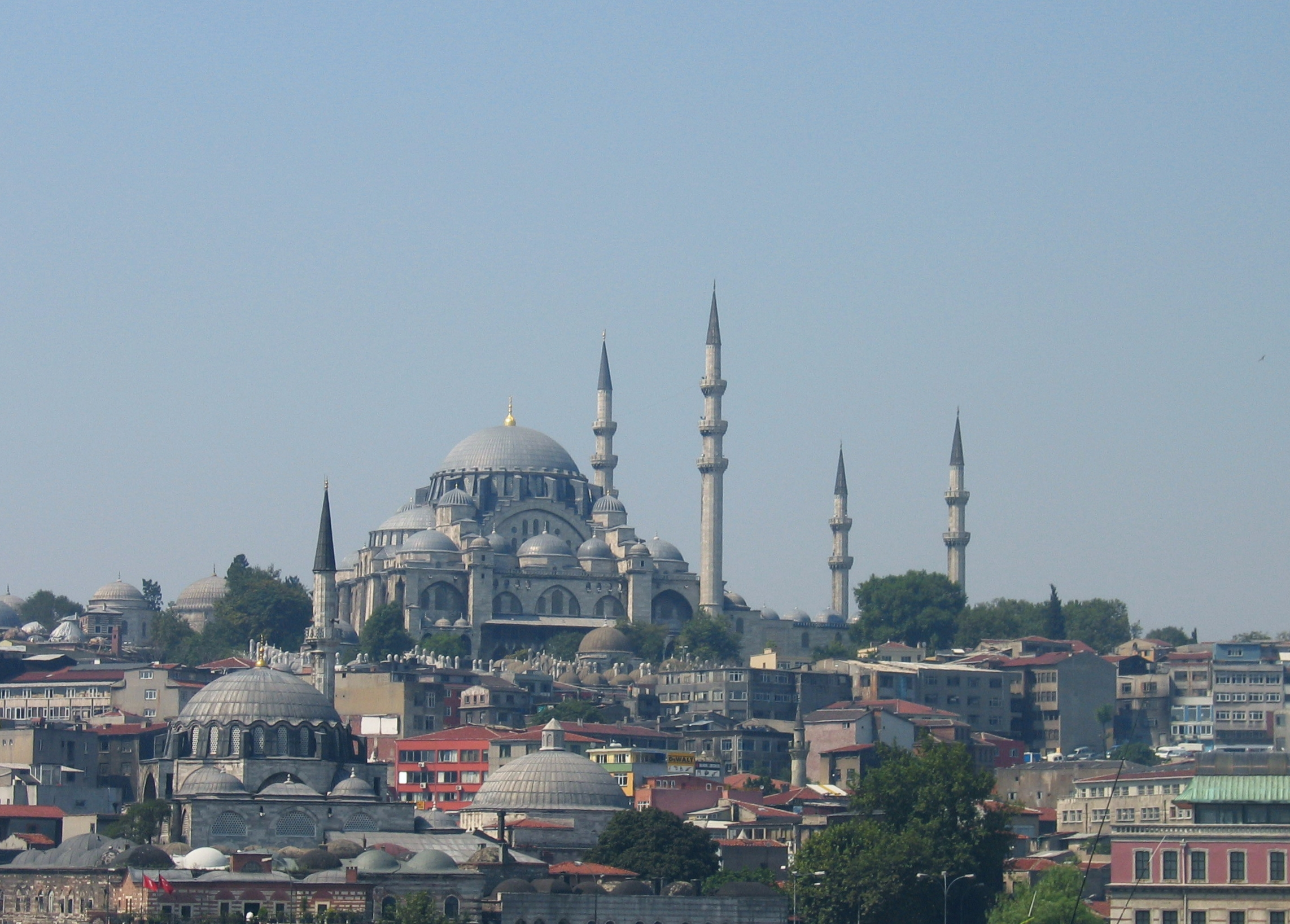
쉴레이만 사원, 이스탄불
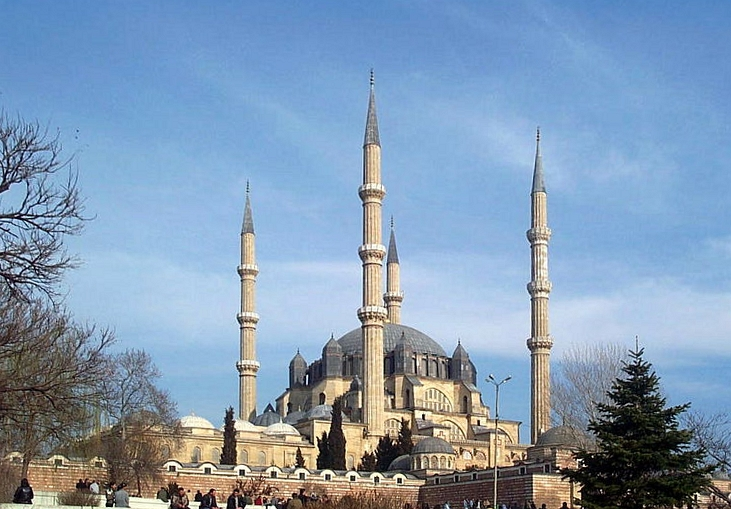
셀림 사원, 에디르네